# Bitka za Erzerum
Bitka za Erzerum ili Erzerumska ofenziva predstavlja dvomjesečnu opsadu turskog grada Erzeruma od Ruske carske vojske početkom 1916. godine koja je, uz učestale promjene na bojišnici, dovela do ruske pobjede. Jedna je od najvećih bitaka Kavkaskog bojištu u Prvom svjetskom ratu, jer je u njoj sudjelovalo više od 400.000 vojnika. Unatoč prvotnoj pobjedi kod Galipolja osmanska vojska nije se oporavila od gubitka Erzeruma što je dva mjeseca kasnije dovelo do pada Trabzona.
Ruskom carskom vojskom zapovijedao je Nikolaj Judenič te je imala 290.000 pripadnika pješadije i 35.000 konjice uz potporu 150 kamiona i 20 zrakoplova. S druge strane, osmanska Treća armija imala je 134.000 vojnika kojom je zapovijedao Abdul Kerim paša. Na ruskoj strani poginulo je 21.000, a na osmanskoj 35.000 vojnika. Najkrvavija bila je Bitka za Koprukoj, u kojoj su Rusi za devet dana razbili osmansku obrambenu crtu i doveli do povlačrnja Treće armije u sam grad uz pogiblju oko 20.000 Turaka i 12.000 Rusa.